# Вилибирг фон Труендинген
Вилибирг фон Труендинген (на немски: Willibirg von Truhendingen; † 1246) е графиня от Труендинген и чрез женитба последната графиня на Дилинген.
Тя е дъщеря на граф Фридрих IV фон Труендинген († 1253) и втората му съпруга Агнес фон Ортенбург († 1246/1256), дъщеря на граф Хайнрих I фон Ортенберг († 1241) и принцеса Божислава (Бозислева) от Бохемия († 1237), дъщеря на крал Отокар I Пршемисъл († 1230).
Сестра е на Агнес († 1294), омъжена пр. 1245 г. за граф Хайнрих I фон Фрайбург-Фюрстенберг († 1283/1284), Ото († 1275), тевтонски рицар в Айхщет, и Адалберт († сл. 1262), тевтонски рицар във Вюрцбург. Полусестра е на граф Фридрих I/V фон Труендинген (1223 – 1274).

## Фамилия
Вилибирг фон Труендинген се омъжва за граф Хартман IV фон Дилинген († 1258), син на Адалберт III фон Дилинген († 1214) и съпругата му Хейлика II фон Вителсбах († сл. 1180), дъщеря на херцог Ото I от Бавария. Те имат децата:
- Фридрих († сл. 1227, погребан във Ветинген)
- Лудвиг († 3 юни 1251, погребан 4 август 1251)
- Адалберт IV († 31 март 1257), последният граф на Дилинген, бездетен
- Хартман V († 4 юли 1286), епископ на Аугсбург (1248 – 1286)
- Удилхилд († сл. 12 май 1289 като монахиня в Щетен), омъжена пр. 13 януари 1258 г. за граф Фридрих V фон Цолерн († 1289)
- Вилибирг/Вилебург (* ок. 1226; † 1268), наследничка 1258 г., омъжена за граф Улрих II фон Хелфеншайн-Зигмаринген († сл. 1294)
- Агнес († сл. 1258), омъжена пр. 13 януари 1258 г. за Дегенхард фон Гунделфинген-Хеленщайн († сл. 1293)
- дъщеря, омъжена за пфалцграф Хуго IV фон Тюбинген († ок. 1267)